# Reforma lingvistică în Turcia

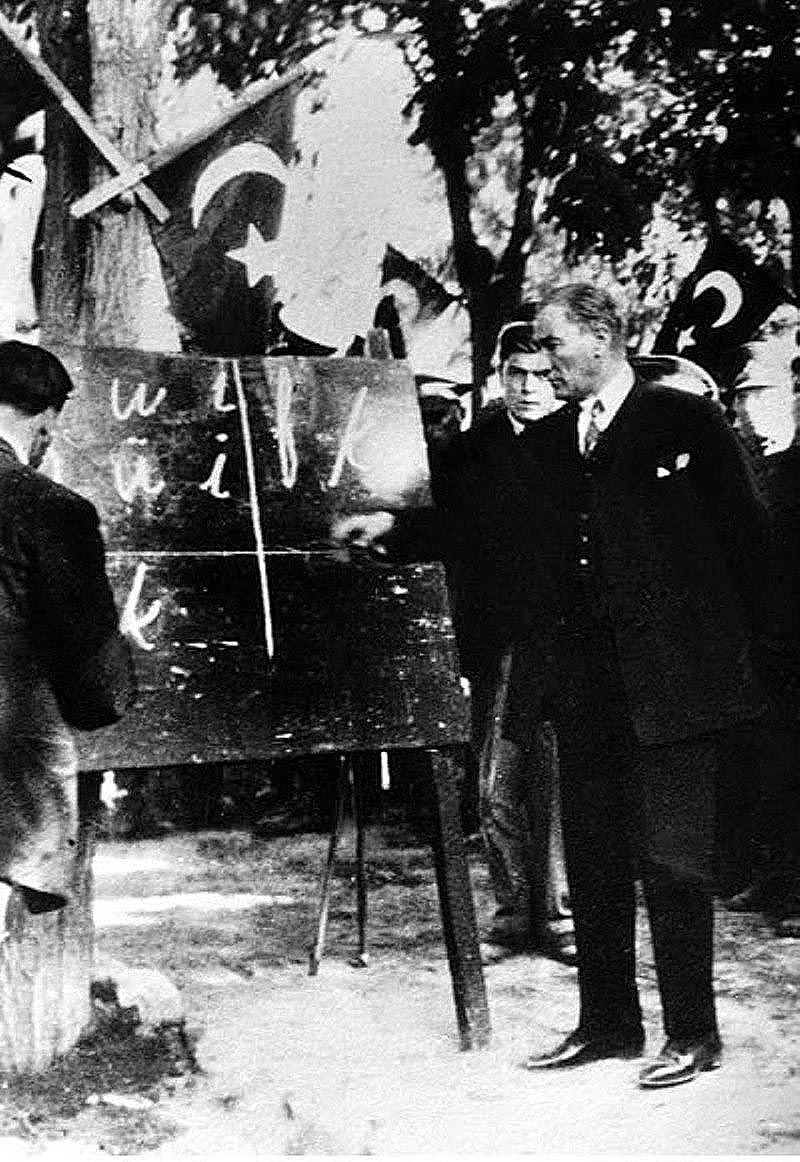
Mustafa Kemal Atatürk învățându-i pe turci noul alfabet latin.

Semnătura lui Atatürk, cu noua grafie (latină).

Reforma lingvistică în Turcia (turcă Dil Devrimi) a fost o campanie inițiată de către Mustafa Kemal Atatürk în 1928, având ca scop atât purificarea limbii turce otomane de influențele sale arabe și persane, cât și înlocuirea alfabetului arab cu alfabetul latin.

## Motivele reformei

### Motive lingvistice

#### Terminologie
Unul dintre principalele motive care au făcut necesară instaurarea reformei lingvistice a fost caracterul eclectic al limbii otomane, cunoscută în epocă drept lisân-ı Osmânî  (لسان عثمانی) sau Osmanlıca (عثمانلوجه). Folosită în imperiul otoman în primul rând ca limbă a administrației și limbă literară, ea rămânea un apanaj al claselor educate, opunându-se limbii populare numite kaba Türkçe, "turca vulgară". Atât vocabularul, cât și gramatica otomanei erau profund marcate de împrumuturi arabe și persane, de care limba turcă era, prin caracterul ei, profund străină. La origine, limba turcă se distinge de limbile anterior menționate prin următoarele caracteristici:
- este o limbă aglutinantă;
- este caracterizată de armonie vocalică;
- marchează relația de posesie și cea de determinare prin particule situate la finalul termenului determinat, acesta ocupând poziția secundară în cadrul relației: 
  - ex. gül koku-su, "miros de trandafir", lit. "trandafir miros-al lui" sau "trandafir miros-de";
  - ex. gül-ün koku-su, "mirosul trandafirului", lit. "trandafir-al lui mirosul-lui";

- nu dispune de genuri în ceea ce privește substantivele.

Turca otomană, în schimb, împrumută caracteristici gramaticale din persană și din arabă ce contravin elementelor gramaticale turce:
- abundă împrumuturile a căror formă încalcă armonia vocalică;
- relația de determinare sau de posesie exprimată prin izafetul persan reprezintă exact contrariul celei proprii limbii turce, termenul determinat ocupând prima poziție și deținând sufixul de determinare:
  - ex. Șura-yı Devlet, "Consiliul Statului", lit. "Consiliu-de Stat" (relație de determinare ce ar fi fost exprimată, conform gramaticii turce, prin Devlet Șura-sı, lit. "Stat Consiliul-său"[1]);

- este prezent genul ce însoțește substantivele arabe:
  - ex. în arabă, cuvântul dawlat-, "stat", "dinastie", "imperiu", este de genul feminin, prin urmare adjectivele alī, "mare" (în otomană ali) și Uthmānī, "otoman" (în otomană, Osmanî) sunt preluate în turcă împreună cu forma lor arabă de feminin și legate prin izafetul persan, rezultatul fiind că statul otoman se numea Devlet-i Aliye-i Osmaniye, "The Sublime Ottoman State"[1];

Abundența de termeni arabi se datora, în limba otomană, în primul rând unui factor religios: araba era limba Coranului, prin urmare, odată cu adoptarea religiei islamice de către Otomani fusese adoptată și întreaga terminologie arabă. Un al doilea motiv este reprezentat de un factor lingvistic: atunci când un termen arab era împrumutat, el era adesea preluat cu întreaga sa familie de cuvinte, create prin derivare pornind de la o rădăcină triconsonantică (spre exemplu, odată împrumutat din arabă cuvântul ‘ilm, "știință", "cunoaștere", mai precis "cunoaștere religioasă", erau preluate și alte cuvinte înrudite cu el din aceeași familie consonantică, precum mu‘allim, "profesor", ta‘līm, "instruire", isti‘lām, "cerere a unei informații", ‘ālim, "învățat", și pluralul său ‘ulamā, în timp ce pluralul turcesc al lui ālim s-ar fi format prin adăugarea sufixului -ler și ar fi constat în alim-ler). Un al treilea motiv, tot de ordin lingvistic, este acela că substantivele arabe împrumutate antrenau schimbări de vocabular prin simpla prezență a determinării lor de gen, inexistentă în gramatica turcă. 
Abundența elementelor persane, în schimb, se datora faptului că în sec. al XI-lea, când dinastia selgiucidă a cucerit o parte din teritoriul persan, iar persana a devenit limba administrației și a culturii literare. În Imperiul Otoman, influența persanei s-a menținut mai ales datorită schimbului cultural, în speță influenței poeților persani și a culturii literare persane asupra literaturii otomane începând cu secolul al XV-lea.

#### Alfabet
Un alt laitmotiv pentru inițierea reformei lingvistice a fost inadecvarea alfabetului arab la caracterul vocalic al limbii turce. Alfabetul arab marchează doar consoanele, iar limba arabă dispune doar de trei vocale, în timp ce limba turcă distinge opt vocale, esențiale pentru diferențierea cuvintelor. Așa cum remarca Sir Charles Eliot în a XIII-a ediție a Encyclopaedia Britannica din anul 1926, urmarea utilizării alfabetului arab pentru limba turcă era că anumite cuvinte de origine turcă, odată scrise cu caractere arabe, deveneau ininteligibile chiar și pentru vorbitorii de turcă, preferându-se astfel înlocuirea lor cu sinonime arabe, a căror pronunție în acord cu alfabetul nu era umbrită de nicio îndoială. Exemplul cel mai cunoscut pentru dublul înțeles căruia i se poate supune un grup consonantic în otomană este sintagma محمد پاشا اولدو, m-hm-d p-ș- -ld-, care poate însemna deopotrivă „Mehmet pașa oldu” (Mehmet a devenit pașă, i.e. a fost ridicat la rangul de pașă), fie „Mehmet pașa öldü” (Mehmet Pașa a murit).

### Motive politice și sociale
Perioada de reforme numită Tanzimât (تنظيمات) (1839 - 1876), deși a încurajat otomanismul în Imperiu pentru a lupta contra mișcărilor naționaliste emergente, a adus totodată o confruntare mai pregnantă a turcilor otomani cu occidentalii. În cadrul comparației lumii otomane cu cea europeană, un fapt frapant pentru călătorii otomani în occident era capacitatea europenilor de rând de a citi și a scrie, în vreme ce, în Imperiul Otoman, aceste cunoștințe se numărau printre privilegiile unei arii restrânse a societății. Astfel, un argument politico-social pentru schimbarea alfabetului arab cu cel latin consta în faptul că o mare parte a populației era analfabetă. 
Totodată, din pricina împrumuturilor excesive din persană și din arabă în limba cultă, în Imperiul Otoman clivajul economico-social dintre pătura educată și cea neșcolarizată a populației era dublat de un clivaj lingvistic între limba administrației și a literaturii, pe de o parte, și limba vorbită în păturile sociale inferioare pe de altă parte. Prin urmare, unui turc otoman de rând îi era aproape imposibil să rezolve probleme birocratice sau de afaceri, dat fiind faptul că acestea presupuneau înțelegerea unei limbi care îi rămânea inaccesibilă, la fel cum unui țăran din Evul Mediu îi rămânea străină limba latină.
Odată cu instaurarea Republicii după căderea Imperiului Otoman, un alt motiv politic de reformare a limbii consta în dorința lui Mustafa Kemal Atatürk de a racorda Turcia la civilizația și valorile occidentale, lăsând în urmă trecutul său asiatic și caracterul arabo-islamic de care limba era impregnată.

### Motive religioase
Renunțarea la caracterul arabo-islamic al limbii otomane era deopotrivă motivată de idealul de laicitate al republicii susținut de către Atatürk. În timp ce, în hermeneutica islamică, limba arabă era considerată ca având un caracter divin, fiind limba în care a fost revelat Coranul, înlocuirea alfabetului arab cu cel latin în Turcia contribuia atât la desprinderea limbii turce de caracterul său religios, cât și la individualizarea turcilor în raport cu celelalte popoare musulmane.

## Precursori
Înaintea lui Mustafa Kemal Atatürk au existat și alte propuneri pentru reformarea limbii și treziri ale unei conștiințe naționale turce. 
Printre figurile de marcă ale încercărilor de adaptare a alfabetului la vocalismul limbii turce se află autorul de origine iraniană din Azerbaidjan Mirza Fath’ali Akhundzâde (12 iulie 1812 – 9 martie 1878), primul militant pentru schimbarea alfabetului și pentru introducerea unor noi litere care să marcheze vocalele. 
Descifrarea, în anul 1893, a faimoaselor Inscripții Orkhon, cele mai vechi mărci ale limbii turce inscripționate pe monumente din secolul al VIII-lea în Mongolia, contribuie la trezirea unei conștiințe a limbii turce de dinaintea influențelor arabe și persane. Astfel, o conștiință națională turcă emerge în cadrul Imperiului Otoman pornind de la domeniul limbii și al literaturii. 
Prin mișcarea politică a Junilor Turci, inițiată la 14 iulie 1889 și ajunsă la apogeu prin revoluția din 24 iulie 1908, ce avea drept scop răsturnarea puterii otomane de tip absolutist și turcizarea Anatoliei, apare ideea unei epurări lingvistice (tasfiye-i lisan). 
În aceeași perioadă ce urmează anului 1908 emerge o literatură națională (millî edebiyat). 
Tot în 1908 este creată Societatea turcă (Türk Derneği), prima organizație culturală cu caracter naționalist, care include multiple orientări în privința reformării limbii. Marele ideolog al naționalismului turc din acel timp, Ziya Gökalp (1876 – 1924), se prezintă drept adept al turciștilor moderați (türkçüler). El se diferențiază de puriștii otomani (fesahatçiler), care argumentează în favoarea păstrării regulilor de gramatică și a vocabularului arab în limba otomană, dar și de puriștii turciști (tasfiyeciler), care-și vor face simțită prezența în timpul epocii republicane. Preocupați în primul rând de abisul dintre limba păturii otomane educate și limba vorbită în lumea rurală sau nealfabetizată, scriitorii și naționaliștii turci din primii ani ai secolului al XX-lea militează pentru o unitate lingvistică și, implicit, o reformă a limbii.

## Critici
Una dintre cele mai severe critici cu privire la schimbarea alfabetului a fost adusă din partea susținătorilor islamului, care considerau că adoptarea alfabetului latin ar echivala cu renunțarea la islam, din moment ce Coranul a fost scris în limba arabă, cu alfabet arab. Din perspectiva lor, latinizarea alfabetului ar fi transformat poporul turc într-un popor subordonat Europei, convertit la creștinism. Un contraargument la această critică vine din partea lui Kılıçzade Hakkı, militar intelectual rus-otoman care, într-un articol din jurnalul Hür Fikir Arhivat în 25 februarie 2021, la Wayback Machine. din 17 noiembrie 1926 afirmă faptul că sacralitatea Coranului și a limbii sale nu este împărtășită de alfabetul în care Coranul a fost scris, căci îngerul Gabriel a revelat conținutul Cărții, nu și literele arabe. Cu toate acestea, apărătorii alfabetului arab rămâneau preocupați de faptul că, în cazul înlocuirii acestuia cu cel latin, mult mai puțini oameni vor fi capabili să citească Coranul, pentru că, în opinia lor, un om nu poate învăța într-o viață mai mult de un singur alfabet.

## Implementarea reformei
Reforma limbii (dil devrimi) a început prin schimbarea alfabetului (harf devrimi). 
După venirea la putere a lui Atatürk și proclamarea Republicii la 29 octombrie 1923, Marea Adunare Națională a Turciei votează la 20 mai 1928 adoptarea numeralelor internaționale (numite, în Occident, numerale arabe, iar de către arabi numerale indiene). La 1 noiembrie 1928, Marea Adunare Națională adoptă noul alfabet, bazat pe alfabetul latin occidental. Acesta primește câteva modificări, în acord cu fonetismul limbii turce:
- ç, pronunțat ca în românescul ci sau ce;
- ğ, prin care se alungește vocala precedentă;
- ö, pronunțat ca în Goethe;
- ü, pronunțat ca u din franceză și ü din germană;
- ş, echivalent al lui ș din română;
- ı, echivalent al lui î românesc.

Limba turcă se compune astfel, în alfabetul latin, din 29 de litere, dintre care 21 de consoane și 8 vocale. Nu există corespondent pentru literele arabe transcrise drept w, x sau q.
La 12 iulie 1932, la inițiativa lui Atatürk, este creată Societatea pentru Cercetare în Limba Turcă (Türk Dili Tetkik Cemiyeti), devenită în 1936 Societatea Limbii Turce (TDK: Türk Dil Kurumu Arhivat în 30 iunie 2016, la Wayback Machine.). Scopul său era acela de a duce la bun sfârșit reforma limbii, operând următoarele modificări:
- renunțarea la caracteristici gramaticale străine, precum izafetul persan;
- înlocuirea cuvintelor de proveniență arabo-persană cu cuvinte de origine pur turcă;
- crearea de cuvinte noi cu ajutorul sufixelor turce.

În 1934 au început să fie publicate liste de noi cuvinte, iar în 1935 ele au început să apară și în ziare. În contrast cu limba otomană, noua limbă turcă a fost numită turcă pură (Öztürkçe). Printre cei care, alături de Atatürk, au adus modificări considerabile limbii, se numără Falih Rıfkı Atay, jurnalist, scriitor și politician turc, Nurullah Ataç, scriitor, poet și critic literar, precum și Aydın Saylı, istoric al științei.

## Metode de reformare a vocabularului

### Preluarea unor cuvinte[16]
- Cuvinte aparținând unor dialectele anatoliene:

Ar. hakikî / Tc. gerçek, "adevărat";
Ar. defa / Tc. kez, "dată", "oară";
Ar. șüphe / Tc. kușku, "îndoială".
- Cuvinte considerate a fi pur turce:

Ar. kitap / Tc. betik, "carte";
Ar. șair / Tc. ozan, "poet".

### Compunerea unor cuvinte din rădăcini pur turce și sufixe[17]
Exemple de sufixe folosite:
- -enek:

görenek, "uzaj";
- -ev / -v:

görmek, "a vedea" → görev, "datorie", "sarcină";
söylemek, "a spune" → söylev, "discurs";
söylemek, "a spune" → söylev, "discurs";
ödemek, "a plăti" → ödev, "datorie";
- -ey / -y:

kol, "mână" → kolay, "ușor";
gün, "zi", "soare" → güney, "sud";
düz, "plat"→ düzey, "nivel".
- -gi / -ki:

duymak, "a simți", "a auzi" → duygu, "sentiment";
etmek, "a face" → etki, "influență", "efect".
- -im / -m:

ölmek, "a muri" → ölüm, "moarte";
doğumak, "a (se) naște" → doğum, "naștere".
- -it / -t:

geçmek, "a trece" → geçit, "trecere muntoasă";
- -men / -man:

öğretmek, "a preda", "a învăța pe cineva" → öğretmen, "învățător", "profesor";
- -sel / -sal:

tarih, "istorie" → tarihsel, "istoric";
sorun, "problemă" → sorunsal, "problematic".

### Împrumutarea unor termeni tehnici din limbile occidentale
Exemple: anemi, apandisit, katarakt, diyabet, tetanos, romatizm etc.

## Teoria Limbii-Soare
Dorința de purificare a limbii prin interzicerea oricăror cuvinte de origine străină risca să conducă la construirea unei limbi neinteligibile. Acceptarea cuvintelor străine însă, în principal a celor provenite din arabă și din persană, contravenea principiilor reformei lingvistice și dorinței de separare a Turciei de trecutul său otoman. 
O ieșire politică din impas a fost Teoria Limbii-Soare (Güneș Dil Teorisi), propusă de Atatürk. Teoria susținea că toate limbile sunt derivate din limba turcă, considerată drept limbă originară. Prin urmare, orice cuvinte din alte limbi erau, în ultimă instanță, la rândul lor cuvinte de origine turcă, iar împrumutarea lor nu contrazicea purismul reformei lingvistice. În mod paradoxal, acest fapt a limitat însă scopul inițial al reformei, permițând existența termenilor străini în turcă, și mai ales a celor de origine occidentală.

## Consecințe
Începând cu anii 1940, începe să existe o mișcare de contestare a purificării limbii, iar în 1950 Asociația Limbii Turce își pierde statutul semi-oficial. Prin urmare, împrumuturi arabo-persane, ca și cuvinte vechi otomane, reîncep să apară în limba turcă. 
Consecințele pe termen scurt ale reformei lingvistice includ facilitarea alfabetizării, precum și integrarea în limba turcă a unor termeni moderni din domeniul științei și al tehnologiei. Clivajul dintre clasele urbane și rurale a fost inițial diminuat, reforma lingvistică contribuind la un acces mai facil la instituțiile statului și la înțelegerea articolelor de lege de către marea masă a populației. 
Un cost imposibil de neglijat al reformei lingvistice se află însă în faptul că sursele otomane, esențiale atât pentru literatură cât și pentru cercetarea istorică, au devenit inaccesibile vorbitorilor de turcă modernă, putându-se afirma că printre consecințele reformei s-a numărat și privarea limbii turce de unele dintre resursele sale cele mai prolifice. 